# Korea-Konflikt

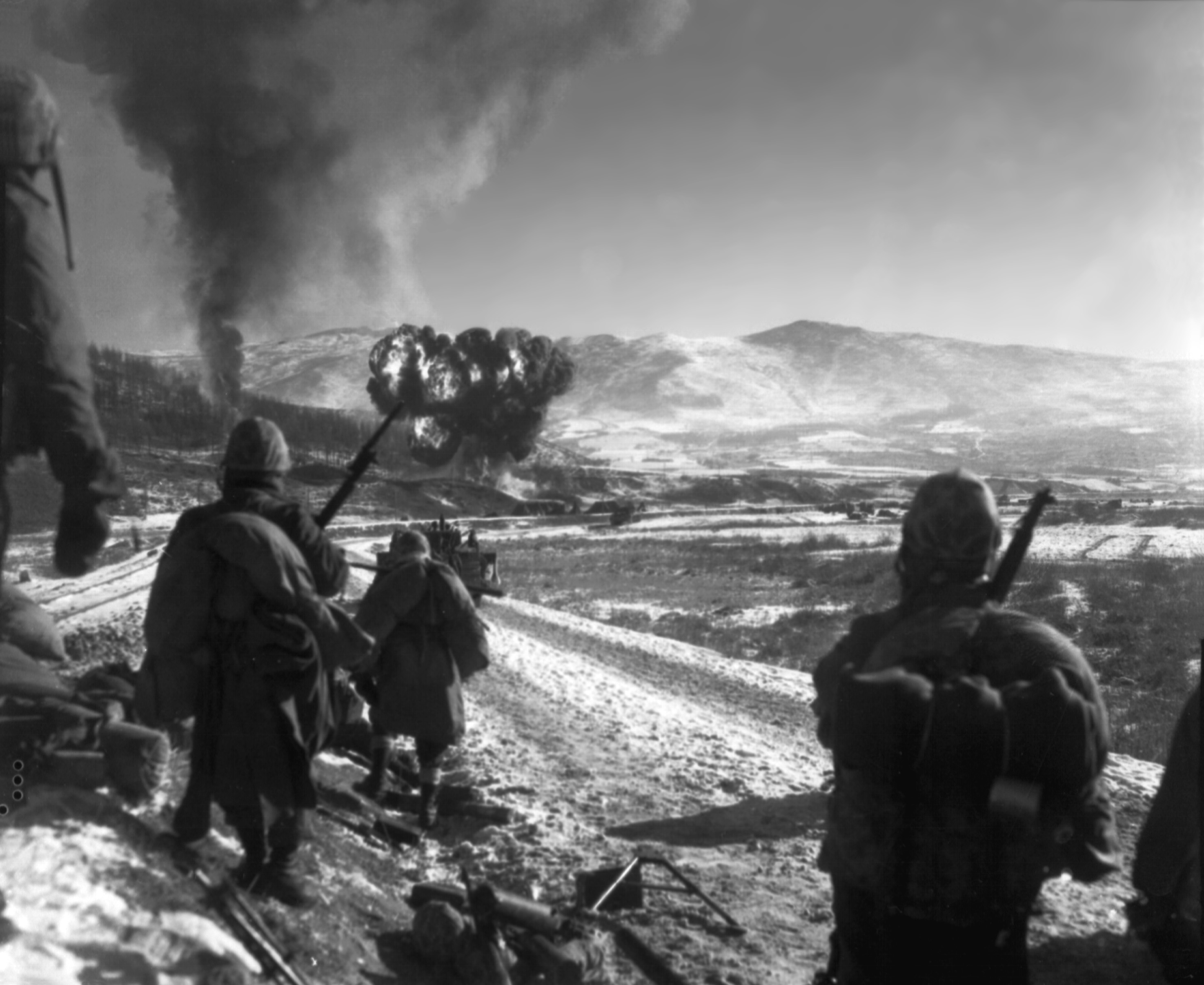
US-Marines im Koreakrieg (Aufnahme vom 26. Dezember 1950)

Lage von Korea

In diesem Artikel wird der anhaltende Konflikt zwischen Nord- und Südkorea sowie deren Verbündeten beleuchtet. Dabei geht es vor allem um die Vorherrschaft auf der Koreanischen Halbinsel, die Bewältigung vergangener Konfliktpunkte sowie den Streit um das nordkoreanische Kernwaffenprogramm und nicht zuletzt die Interessen verbündeter Drittstaaten (insbesondere USA und die VR China, früher auch die Sowjetunion), was sich z. B. im Koreakrieg – einem Stellvertreterkrieg – äußerte.

## Verlauf des Konflikts
Im Folgenden werden die Entstehung und Ursachen des Korea-Konflikts beschrieben.

### Die Teilung Koreas

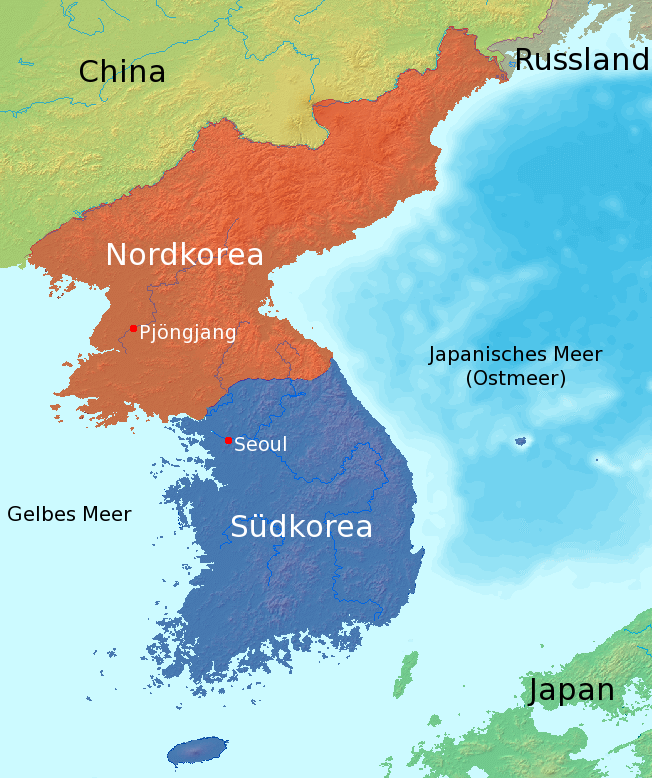
Karte des geteilten Koreas

Wie in der Kairoer Erklärung 1943 angekündigt, wurden nach der Kapitulation Japans 1945 im Zweiten Weltkrieg alle Okkupationen des Kaiserreichs Japans rückgängig gemacht. Zusätzlich wurde das Staatsgebiet Japans auf seine heutige Größe beschränkt. Die aus dem Kaiserreich Japan ausgegliederten Gebiete wurden den vorherigen Besitzern übereignet. Einen Sonderfall stellt in der Kairoer Erklärung dabei Japans ehemalige Kolonie Korea dar. Da diese vor ihrer Kolonialzeit ein eigener Staat war, sollte sie wieder zu einem eigenen Staat gemacht werden.
Wie in der Konferenz von Jalta beschlossen, wurde Korea nördlich des 38. Breitengrades von der Sowjetunion, südlich davon von den Vereinigten Staaten von Amerika besetzt, da unter ihrer Treuhandschaft das verkündete freie und unabhängige Korea entstehen sollte.
Die UdSSR begann nach ihrem Einmarsch in den Norden Koreas, ihre Zone nach kommunistischen Vorstellungen umzuformen, wenn auch zunächst nicht in dem Maße wie in den osteuropäischen Staaten. Im Zuge einer Landreform wurden die japanischen Großgrundbesitzer enteignet, wichtige Industriezweige wurden verstaatlicht. Die Sowjetunion hatte ein strategisches Interesse daran, einen ihr wohlgesinnten koreanischen Pufferstaat aufzubauen, da Korea als mögliche Operationsbasis für einen Angriff galt. Dieses Vorhaben schien umso wichtiger, da sich Japan nach seiner Kapitulation rasch zu einem Verbündeten der USA entwickelte und diese eine eigene Operationsbasis ausbauten. Einflussreichster Vertreter der Sowjetunion in Korea bis zur Gründung der Demokratischen Volksrepublik Korea war Generaloberst Terenti F. Schtykow.
Nachdem die Verhandlungen zwischen den beiden Supermächten über ein vereinigtes Korea bis 1947 ergebnislos verliefen, brachten die USA die Koreafrage vor die Vereinten Nationen. Dies wurde von der sowjetischen Seite als Verstoß gegen die Abmachung, dass die Koreafrage von einer US-amerikanisch-sowjetischen Kommission gelöst werden solle, gewertet. Die UdSSR beteiligte sich fortan nicht an Konferenzen der Vereinten Nationen zu diesem Thema.
Am 14. November 1947 erreichten die USA eine UN-Resolution, die freie Wahlen, den Abzug aller ausländischen Truppen und die Schaffung einer UN-Kommission (UNTCOK: UN Temporary Commission on Korea) für Korea vorsah. Die USA und die UdSSR zogen ihre in Korea stationierten Truppen bis Ende 1948 vertragsgemäß aus Korea ab. Die ersten amerikanischen Soldaten kamen erst 10 Tage nach dem Einmarsch nordkoreanischer Truppen nach Südkorea zurück.
Am 10. Mai 1948 fanden im Süden Wahlen statt, die Rhee Syng-man gewann. Allerdings wurden die Wahlen von den linken Parteien boykottiert. Am 13. August 1948 übernahm Rhee Syng-man offiziell die Regierungsgeschäfte von der US-amerikanischen Militärregierung. Der sowjetisch kontrollierte Norden beantwortete dies mit der Gründung der Demokratischen Volksrepublik Korea am 9. September 1948, deren erster Präsident Kim Il-sung wurde. Beide Regierungen sahen sich als rechtmäßige Regierung über ganz Korea an und erklärten darüber hinaus, diesen Anspruch auch militärisch durchsetzen zu wollen.

### Koreakrieg

Kriegsverlauf (Nordkorea rot und Südkorea grün)

Am 25. Juni 1950 überschritt die Nordkoreanische Volksarmee die Grenze am 38. Breitengrad und leitete damit den Koreakrieg ein. Ziel des Angriffs war die gewaltsame Integration Südkoreas in die sozialistische Demokratische Volksrepublik. Der amerikanische Präsident Harry S. Truman hatte bereits wieder einige Truppen nach Südkorea geschickt, die jedoch keinesfalls ausreichten, um die materielle Überlegenheit der Nordkoreaner über die südkoreanische Armee auszugleichen. Die Hauptstadt Seoul fiel bereits nach drei Tagen, und rund einen Monat später kontrollierten die Nordkoreaner bereits die gesamte Koreanische Halbinsel bis auf einen schmalen Streifen im Süden um Busan. Erst hier gelang es den Südkoreanern, die Lage zu stabilisieren, die Situation blieb aber gefährlich. Nordkorea hatte bei Beginn des Krieges damit gerechnet, dass sich die Bevölkerung des Südens nach dem Angriff auf seine Seite schlagen und so der südkoreanische Staat von selbst zusammenbrechen würde. Zwar wurden die Truppen des Nordens zunächst auch freudig begrüßt, jedoch verging diese Sympathie schnell, als die Nordkoreaner in den besetzten Gebieten eine Bodenreform durchführten und die Besatzungstruppen anfingen, diejenigen, die sich dem diktatorischen Regime nicht fügen wollten, zu terrorisieren und zu töten.
Der UNO-Sicherheitsrat beschloss in der Resolution 85 in Abwesenheit der vetoberechtigten Sowjetunion, auf Seite Südkoreas einzugreifen. Mit der Landung bei Incheon Mitte September 1950 gelang es den UN-Truppen, die zu 90 % aus US-amerikanischen Truppen bestanden, die Erfolge der Nordkoreaner zu beenden. Am 30. September überschritten die Truppen Südkoreas den 38. Breitengrad, um Korea unter eigener Flagge wiederzuvereinigen. Im November erreichte man erste Abschnitte des Grenzflusses Yalu zu China. Die kommunistische Staats- und Parteiführung in Peking befürchtete, dass die UN-Truppen die Grenze überschreiten könnten, wie der für die UN-Operation verantwortliche General Douglas MacArthur gefordert hatte, und griff daraufhin mit eigenen Truppen (die Rede ist in China noch heute von einer „Freiwilligenarmee“) in den Koreakrieg ein. Die UN-Truppen wurden bis über den 38. Breitengrad zurückgedrängt, wo sich die Situation festigte.
Ab 1951 begann man unter der Vermittlung der Sowjetunion mit Waffenstillstands-Verhandlungen. Der Waffenstillstand wurde am 27. Juli 1953 beschlossen, unterzeichnet wurde er von der UN, Nordkorea und China. Der Präsident Südkoreas Rhee Syng-man weigerte sich, den Vertrag zu unterzeichnen. Vorgesehen wurde die Einrichtung einer vier Kilometer tiefen demilitarisierten Zone ungefähr am 38. Breitengrad sowie von Verhandlungsräumen in Panmunjeom. Die demilitarisierte Zone stellt auch heute noch die Grenze der beiden koreanischen Staaten dar.

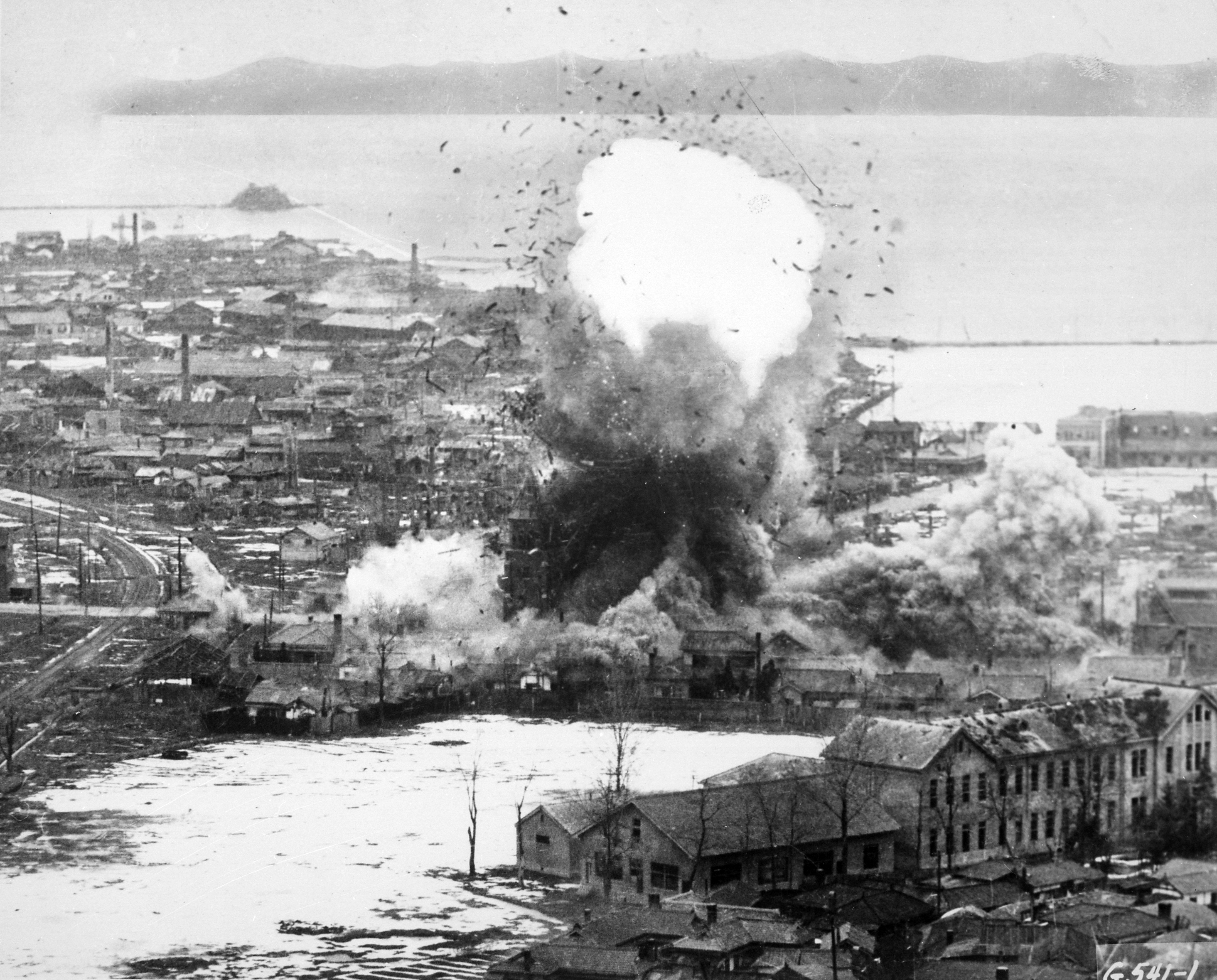
Fliegerbomben zerstören Lager- und Hafenanlagen in Wŏnsan, Nordkorea (1951)
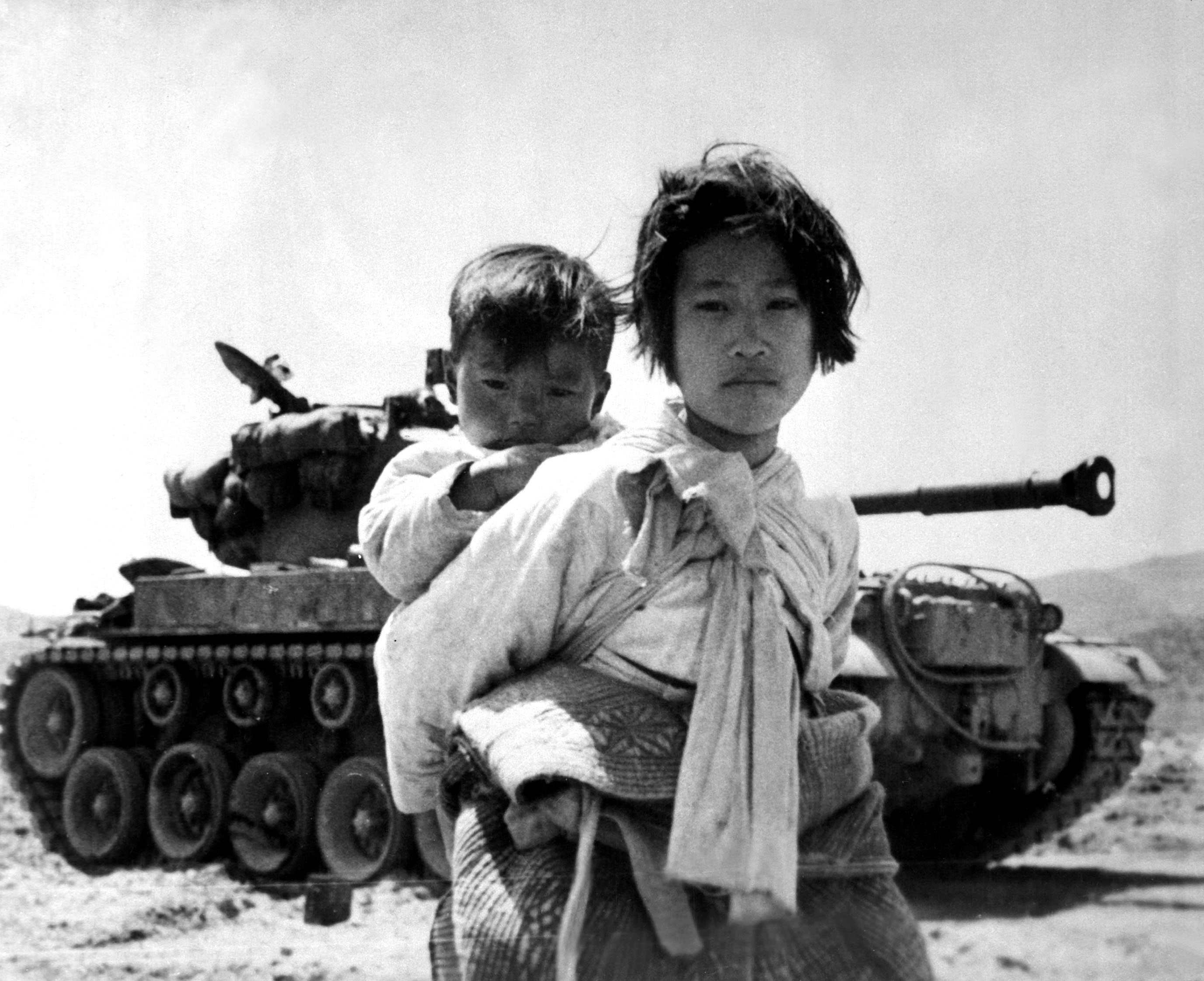
Ein koreanisches Mädchen trägt seinen Bruder an einem liegengebliebenen Panzer (M46) vorbei (Juni 1951)
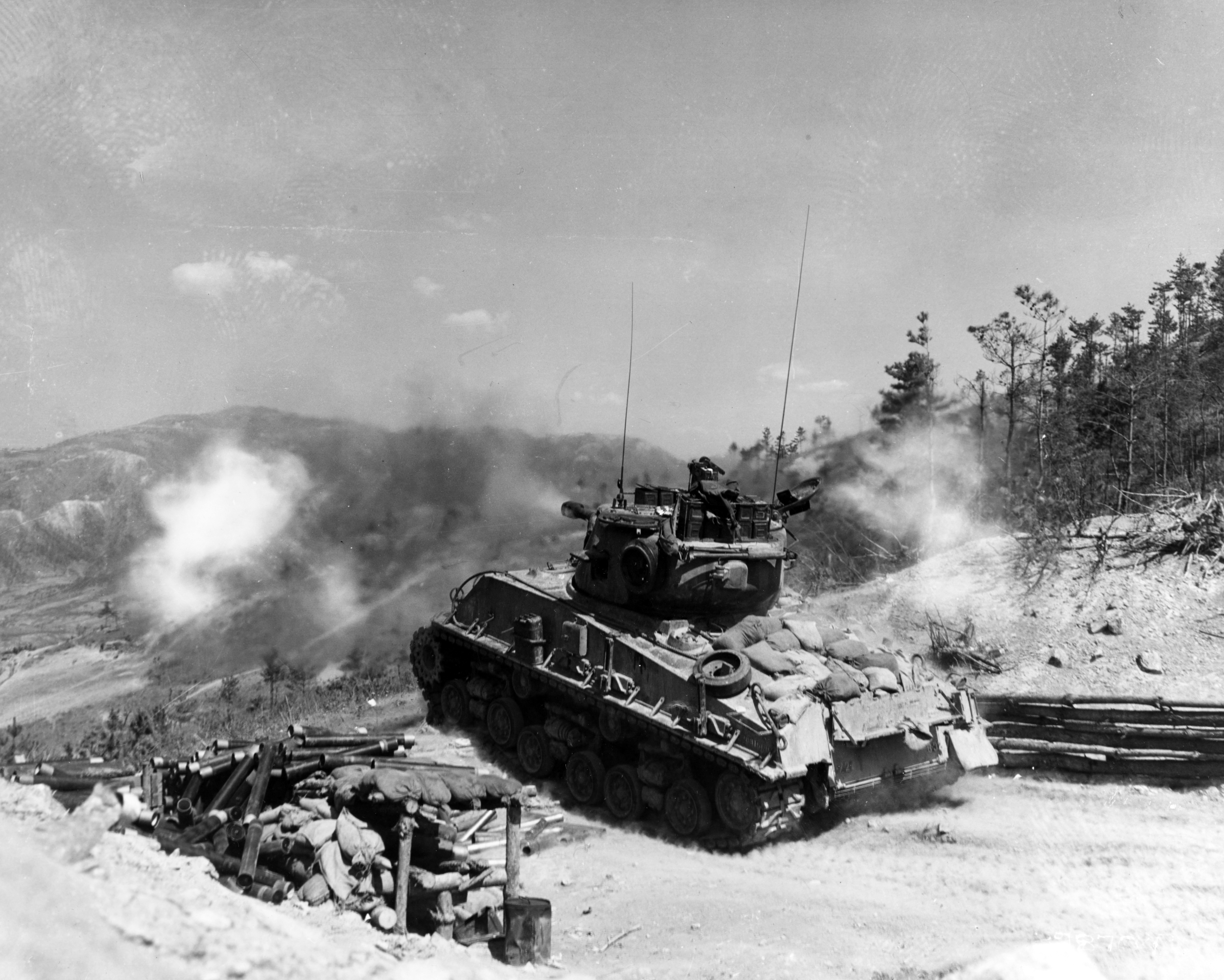
Ein Sherman-Panzer beschießt eine feindliche Bunkerstellung (Mai 1952)

### Jüngere Geschichte bis heute

Lage Nordkoreas
Flagge Nordkoreas

Lage Südkoreas
Flagge Südkoreas

#### Ab 1960: Kalter Krieg
- Oktober 1966 bis 1969 – Im Konflikt um die demilitarisierte Zone (DMZ) kommt es zu einer Serie militärischer Scharmützel zwischen Nordkorea, das in die DMZ eingreift, und Südkorea bzw. den USA („Zweiter Koreakrieg“).
- 21. Januar 1968 – Nordkoreanische Agenten versuchen den südkoreanischen Präsidenten Park Chung-hee im „Blauen Haus“ zu ermorden, scheitern aber dabei.
- 11. Dezember 1969 – Eine NAMC YS-11 der Korean Air Lines wird entführt.
- August 1971[2] – Die ersten Rotkreuz-Gespräche zwischen Nord- und Südkorea finden statt.
- 4. Juli 1972 – Das „North-South Joint Statement“, in dem die drei Voraussetzungen für eine Wiedervereinigung festgelegt wurden, wird veröffentlicht: Erstens, die Wiedervereinigung muss unabhängig von verbündeten oder fremden Mächten stattfinden. Zweitens, die Wiedervereinigung muss in einer friedlichen Weise und ohne den Einsatz von Waffengewalt stattfinden. Drittens, die Wiedervereinigung muss die Differenzen der Ideologien und Regierungen überwinden und auch eine geistige Vereinigung des koreanischen Volkes vorsehen.[2]
- 18. August 1976 – In Panmunjeom findet der „Axt-Mord“ (koreanisch: 판문점 도끼살인사건, 板門店도끼殺人事件,도끼蠻行事件) statt, bei dem zwei Soldaten der US-Armee von nordkoreanischen Soldaten in der Joint Security Area getötet werden. Die US-Soldaten waren Teil einer Arbeitsgruppe, die in der DMZ Bäume fällen sollten. Daraufhin wurde die Operation Paul Bunyan gestartet.

#### Ab 1980: Annäherungsversuche und Auseinandersetzungen
- 18. bis 27. Mai 1980 – Gwangju-Aufstand; Studenten und Bürger wehren sich gegen die Militärdiktatur, die südkoreanische Armee erschießt – je nach Quelle – 154 bis 2.300 unbewaffnete Demonstranten, tausende werden verletzt.
- 9. Oktober 1983 – in Rangun verüben nordkoreanische Agenten einen Bombenanschlag auf den südkoreanischen Präsidenten Chun Doo-hwan.
- 1984 – Das nordkoreanische Rote Kreuz unterstützt den Süden bei einer Flutkatastrophe.
- 1987 – Nordkoreanische Agenten verüben einen Bombenanschlag auf Korean-Airlines-Flug 858; 115 Menschen sterben.
- 1988 – Die Olympischen Sommerspiele 1988 finden in Seoul statt.
- 4. bis 7. September 1990 – Die ersten Friedensverhandlungen finden in Seoul statt.
- 25. März 1991 – Ein gemeinsames koreanisches Team nimmt unter der Wiedervereinigungs-Flagge an der 41. Tischtennis-Weltmeisterschaft in Japan teil.
- 6. Mai 1991 – Ein gemeinsames koreanisches Team nimmt an der 8. Junioren-Fußballweltmeisterschaft in Portugal teil.
- 13. Dezember 1991 – Das Versöhnungsabkommen zwischen Nord- und Südkorea wird unterzeichnet; es vereinbart einen Aggressions-Stopp, Handel und Kooperation.
- 8. Juli 1994 – Kim Il-sung stirbt.
- 1994 Erste Nuklearkrise, die durch Mobilmachungen in Nord- und Südkorea und die Anordnung höchster Alarmbereitschaft der amerikanischen Einheiten vor Ort gekennzeichnet war.[3]
- 8. Oktober 1994 – Kim Jong-il wird zum Ersten Sekretär der Partei der Arbeit Koreas gewählt.
- 15. Juni 1999 – Die erste Seeschlacht um Yeonpyeong findet statt, nachdem Nordkorea die Northern Limit Line nicht länger akzeptieren will.

#### Erstes innerkoreanisches Gipfeltreffen
Ein erstes innerkoreanisches Gipfeltreffen war bereits für 1994 geplant. Es fand jedoch wegen des Todes von Kim Il-sung nicht statt. Tatsächlich wurde das erste Treffen zwischen Kim Dae-jung und Kim Jong-il von 13. bis 15. Juni 2000 in Pjöngjang abgehalten. Letzterer konnte durch seinen Auftritt Sympathien in der südkoreanischen Gesellschaft gewinnen. Kim Dae-jung wurde für das Treffen im gleichen Jahr der Friedensnobelpreis verliehen. Allerdings stand dieser auch in der Kritik, da zum Gipfel vermutlich 400 Millionen US-Dollar inoffiziell über die südkoreanische Firma Hyundai an Nordkorea gezahlt worden waren.
Vereinbart wurde auf dem Gipfel unter anderem die Einrichtung einer Sonderwirtschaftszone, der Industrieregion Kaesŏng.
Am 15. August 2000 durften sich erstmals Familien aus Nord- und Südkorea besuchen.

#### Ab 2002: Sechs-Parteien-Gespräche
- 29. Juni 2002 – die zweite Seeschlacht um Yeonpyeong findet statt
- 5. Juli 2006 – Nordkorea testet erstmals Taepodong-2-Raketen
- 9. Oktober 2006 – erster Atomwaffentest durch Nordkorea

#### 2007: zweites innerkoreanisches Gipfeltreffen
Die am 15. Juni 2000 unterzeichnete gemeinsame Erklärung beinhaltete das Ziel, dass die Führer beider Staaten in einer angemessenen Zeit einen zweiten Gipfel abhalten werden. Dies war ursprünglich noch für das Jahr 2000 gedacht, in dem ein zweites Gipfeltreffen in Südkorea stattfinden sollte, wurde aber bis 2007 nicht umgesetzt. So trafen sich erst am 2. Oktober 2007 die Führer beider Länder in der demilitarisierten Zone, um einen erneuten Friedensgipfel abzuhalten. Präsident Roh Moo-hyun vertrat Südkorea, Kim Jong-il Nordkorea.
Beide Seiten bekräftigten den Willen, an den Zielen der gemeinsamen Erklärung von 2000 festzuhalten und führten Diskussionen über verschiedene Fragen im Zusammenhang mit der Weiterentwicklung der Nord-Süd-Beziehungen, der Realisierung des Friedens auf der Koreanischen Halbinsel, des gemeinsamen Wohlstands der Menschen und der Vereinigung Koreas. Am 4. Oktober 2007 unterzeichneten der südkoreanische Präsident Roh Moo-hyun und der nordkoreanische Staatschef Kim Jong-il eine Friedenserklärung. Das Dokument rief zu internationalen Verhandlungen auf, um das Waffenstillstandsabkommen, das den Koreakrieg beendet hatte, durch einen permanenten Friedensvertrag zu ersetzen.

#### 2010: erneute Anspannungen
- 13. Januar 2010: Washington erteilt Nordkoreas Forderung nach einem bilateralen Friedensvertrag als Vorbedingung für neue Abrüstungsgespräche eine Absage. Auch eine Aufhebung der UN-Sanktionen, die Nordkorea zudem als Voraussetzung für die Rückkehr zu den Sechs-Parteien-Gesprächen genannt hatte, wurde ebenso verneint. Erst wenn Pjöngjang wieder an den Verhandlungstisch zurückkehre und nachweise, das Atomwaffenprogramm aufgegeben zu haben, könne über die Unterzeichnung eines Friedensabkommens gesprochen werden, so das Weiße Haus.
- 25. Januar 2010: Als „offene Kriegserklärung“ kritisierte die nordkoreanische Volksarmee die Pläne Südkoreas für einen militärischen Erstschlag im Fall eines drohenden Atomangriffs durch Nordkorea. Der südkoreanische Verteidigungsminister General Kim Tae-young bekräftigte, Südkorea müsse für den Fall eines bevorstehenden Angriffs mit Atomwaffen durch Nordkorea zum Erstschlag bereit sein.[10]
- Am 26. März 2010 wird das südkoreanische Kriegsschiff Cheonan von der nordkoreanischen Marine in der Nähe der Insel Baengnyeongdo versenkt. 46 Matrosen sterben.[11] Später stellt eine Untersuchungskommission mehrheitlich fest, dass die Ursache ein nordkoreanischer Torpedo gewesen sein soll, was vom Norden jedoch dementiert wird.[12] In Folge des Angriffes unterbindet Südkorea alle Handelsverbindungen mit dem Norden.[13] Nordkorea stritt den Angriff ab und kündigte daraufhin die Friedensvereinbarung mit Südkorea.[14]

- Am 23. November 2010 attackierte die nordkoreanische Artillerie die südkoreanische Insel Yeonpyeong. Zwei südkoreanische Soldaten und zwei Zivilisten wurden getötet, mehrere Dutzend verwundet. Südkorea erwiderte daraufhin das Feuer.[15]

#### Ab 2011: Regierungszeit Kim Jong-uns
Als Kim Jong-un am 11. April 2012 auf der IV. Parteikonferenz der Partei der Arbeit Koreas zum Ersten Sekretär und damit offiziell zum Parteiführer gewählt wurde, hatte es zunächst nicht den Anschein, als ob sich ein Kurswechsel in der nordkoreanischen Politik abzeichnen würde. So drohte die nordkoreanische Nachrichtenagentur (KCNA) im Oktober 2012 mit einem Angriff ohne Vorwarnung, sollten wiederholt regimekritische Flugblätter per Ballon ins Land geschmuggelt werden.
In seiner Neujahrsrede Anfang 2013 sprach Kim Jong-un dann von einem bevorstehenden „radikalen“ Wechsel für das Land, von einer möglichen Beendigung der „Konfrontation“ mit Südkorea und von einer Erhöhung des Lebensstandards der Bevölkerung, die u. a. mit wirtschaftlichem Aufschwung in der Landwirtschaft und der Leichtindustrie einhergehen soll. In einer Plenarsitzung des Zentralkomitees am 31. März 2013 verkündete Kim, dass Nordkorea „gleichzeitig eine neue Strategie der wirtschaftlichen Entwicklungen, wie die Errichtung einer Atomstreitkraft“ verfolgen werde. Dies beendet de facto die Doktrin seines Vaters, bei der das Militär an erster Stelle stand.

#### Nordkorea-Krise 2013
Nachdem Kim am 26. Januar 2013 die Vorbereitung eines erneuten Atomtests bekannt gab, reagierte der UN-Sicherheitsrat mit einer Verschärfung der Sanktionen gegen Nordkorea. Dies veranlasste die Regierung Nordkoreas, erneute Provokationen gegenüber Südkorea, den USA und allgemein des Westens auszusprechen und ebenso mit militärischen Mitteln zu drohen. Es folgte die Kündigung des Waffenstillstandsvertrags von 1953, die Ausrufung des Kriegsrechts, die Androhung eines „nuklearen Präventivschlages“ gegen Südkorea und die Vereinigten Staaten sowie die Schließung der Sonderwirtschaftszone Kaesŏng.
Die internationale Staatengemeinschaft, darunter auch die Volksrepublik China (eigentlich ein Verbündeter Nordkoreas), verurteilten diese erneuten Drohgebärden scharf und mahnten Nordkorea zur Mäßigung. Die Vereinigten Staaten hielten die Drohungen zwar überwiegend für Kriegsrhetorik, nahmen die Gefahr aber dennoch ernst und wollen daher weitere Raketenabwehrstationen auf ihren Pazifikinseln, wie Guam, errichten, um einem möglichen Angriff zuvorzukommen.

#### 2015: Minenopfer, Lautsprecherpropaganda und Artilleriefeuer
Im Verlauf der Militärübung Ulchi Freedom Guardian (UFG) der Streitkräfte der USA und von Südkorea wurden zwei südkoreanische Soldaten am 4. August durch Landminen in der entmilitarisierten Zone verstümmelt. Dies führte zu einer dramatischen Eskalation der Ereignisse. Eine Untersuchung des United Nations Command (UNC) fand heraus, dass Nordkorea Landminen entlang einer bekannten südkoreanischen Patrouillenroute gelegt hatte, was Pjöngjang (Nordkorea, Norden) jedoch bestritt. Seoul (Südkorea, Süden) reagierte mit Lautsprecherpropaganda in der DMZ, die es Jahre zuvor eingestellt hatte. Als Entgegnung reaktivierte auch der Norden seine Propagandasendungen.
Am 20. August tauschten die Länder dann Artilleriefeuer über die Grenze aus. Der Norden kündigte an, seine Truppen in Alarmbereitschaft zu versetzen. Der Norden drohte, militärische Maßnahmen zu ergreifen, sollte der Süden seine Sendungen nicht vor Ablauf der 48-stündigen Frist einstellen. Die USA und Südkorea unternahmen den ungewöhnlichen Schritt, die UFG-Militärübung nach dem Artillerieaustausch vorübergehend zu stoppen.
Nach dreitägigen Verhandlungen kündigten Seoul und Pjöngjang ein Abkommen an, das den Ausdruck des Bedauerns enthielt, jedoch ohne direkte Entschuldigung aus dem Norden für den Landminenzwischenfall. Seoul stimmte zu, seine Propagandasendungen zu stoppen und die Nationen einigten sich, den Dialog in der Zukunft fortzusetzen.

#### Gespräche 2018
Ab 9. Januar 2018 nehmen Südkorea und Nordkorea erstmals nach zwei Jahren wieder bilaterale Gespräche miteinander auf. Am 27. April 2018 trafen sich Kim Jong-un und Südkoreas Präsident Moon Jae-in in Panmunjeom in der demilitarisierten Zone zwischen Nord- und Südkorea. Zu Beginn trafen sie sich an der Demarkationslinie. Zunächst überschritt Kim die Grenze, anschließend begaben sich beide kurz auf die Seite Nordkoreas. Der Hauptteil der Begegnung fand im Friedenshaus auf der südkoreanischen Seite von Panmunjeom statt.

#### Entwicklungen 2020
Ende Mai 2020 schickten koreanische Aktivisten und nordkoreanische Exilanten wiederholt regimekritische Flyer nach Nordkorea. Diese Flugblatt-Aktionen, die bereits im Jahr 2012 durchgeführt worden waren, veranlassten Nordkorea Anfang Juni 2020 dazu, erste Kommunikationsverbindungen nach Südkorea zu kappen. Südkorea kündigte daraufhin am 10. Juni 2020 Maßnahmen gegen zwei Organisationen an, die für den regelmäßigen Abwurf von Flugblättern über Nordkorea verantwortlich sind. Kim Yo-jong, die Schwester des nordkoreanischen Führers Kim Jong-un, wies das nordkoreanische Militär am 13. Mai an, eine weitere „Reihe von Vergeltungsmaßnahmen“ zu ergreifen. Schon Anfang Mai 2020 hatte sie unter anderem mit dem Ende eines Militärabkommens mit Südkorea gedroht, das im Jahr 2018 entstanden war. Am 16. Juni 2020 sprengte Nordkorea in Kaesŏng ein gemeinsam mit Südkorea genutztes Verbindungsbüro, das im September 2018 entstanden, aber im Zuge der Coronavirus-Pandemie geschlossen worden war. Außerdem teilte Nordkorea am selben Tag mit, alle Kommunikationsverbindungen zu Südkorea gekappt zu haben. Am 17. Juni erklärte die Koreanische Volksarmee, eigene Soldaten in höchste Alarmbereitschaft versetzt zu haben und Militärübungen an der Grenze zu Südkorea wieder aufzunehmen. Laut der nordkoreanischen Armeeführung werden einerseits Militäreinheiten in die Grenzstadt Kaesong und in das Kumgang-Gebirge (bzw. in die Touristenregion Kŭmgang-san) geschickt; andererseits werden nordkoreanische Wachposten in der demilitarisierten Zone aufgestellt. Außerdem wird laut Armeeführung nordkoreanisches Militär an der westlichen Seegrenze verstärkt.
Am 24. Juni verkündete die KCNA, dass Kim Jong-un alle Militärmanöver widerrief und ließ die Propaganda-Lautsprecher abbauen sowie anti-südkoreanische Texte von Regierungswebsites entfernen.

#### Raketentests 2022
2022 verschlechterten sich die Beziehungen zwischen Nord- und Südkorea nach einem amerikanisch-südkoreanischen Militärmanöver und einer Reihe von nordkoreanischen Raketentests. Südkorea und die USA führten ab dem 22. August 2022 das größte Militärmanöver in der Region seit 2017 durch. Nordkorea schrieb daraufhin seine Atomwaffenpolitik gesetzlich fest. In den zwei Wochen zwischen dem 25. September und dem 9. Oktober erfolgten sieben Raketenstarts Nordkoreas. Mit diesen übte Nordkorea als Reaktion auf die Militärübungen den Einsatz von Kernwaffen. Am 4. Oktober überflog eine Rakete erstmals seit 2017 Japan, was durch Südkorea und die USA mit dem Abschuss von vier Raketen in Richtung des Japanischen Meeres beantwortet wurde. Am 2. November feuerte Nordkorea zehn ballistische Raketen in das Japanische Meer und das Gelbe Meer, von denen eine zum ersten Mal die nördliche Grenzlinie überquerte, die de facto die Seegrenze zwischen Nord- und Südkorea ist. Auf Ulleungdo wurden Luftschutzsirenen aktiviert. Der südkoreanische Präsident Yoon Suk-yeol fordert „schnelles Handeln“, um Nordkorea als Reaktion auf die jüngsten Raketenstarts zu bestrafen. Einen Tag später startete Nordkorea eine mutmaßliche Interkontinentalrakete in Richtung Japan, was zu Evakuierungswarnungen an Einwohner der Präfekturen Miyagi, Yamagata und Niigata führte sowie erneut auf Ulleungdo. Die Rakete versank etwa 1100 km vor der japanischen Küste im Pazifischen Ozean, was verschiedene Beobachter auf einen Defekt zurückführten. Zu dieser Zeit (Anfang November) feuerte Nordkorea täglich mehrere Raketen ab. 2022 ist das Jahr mit den bisher meisten durch Nordkorea abgefeuerten Raketen. Ende Dezember 2022 drangen gemäß südkoreanischen Angaben erstmals seit 2017 nordkoreanische Drohnen in den südkoreanischen Luftraum ein.

#### Aufkündigung der Wirtschaftsbeziehung und Zerstörung der Verkehrswege
Im Februar 2024 kündigte Nordkorea nach einer Entscheidung der Obersten Volksversammlung die Wirtschaftsbeziehung mit Südkorea auf. Im Oktober desselben Jahres begann die Koreanische Volksarmee (KVA), Verkehrswege nach Südkorea zu kappen bzw. zu zerstören; der Generalstab der KVA hatte dies vorher angekündigt und dies u. a. mit der Stationierung von US-Atomwaffen in der Region begründet.

## Konfliktpunkte

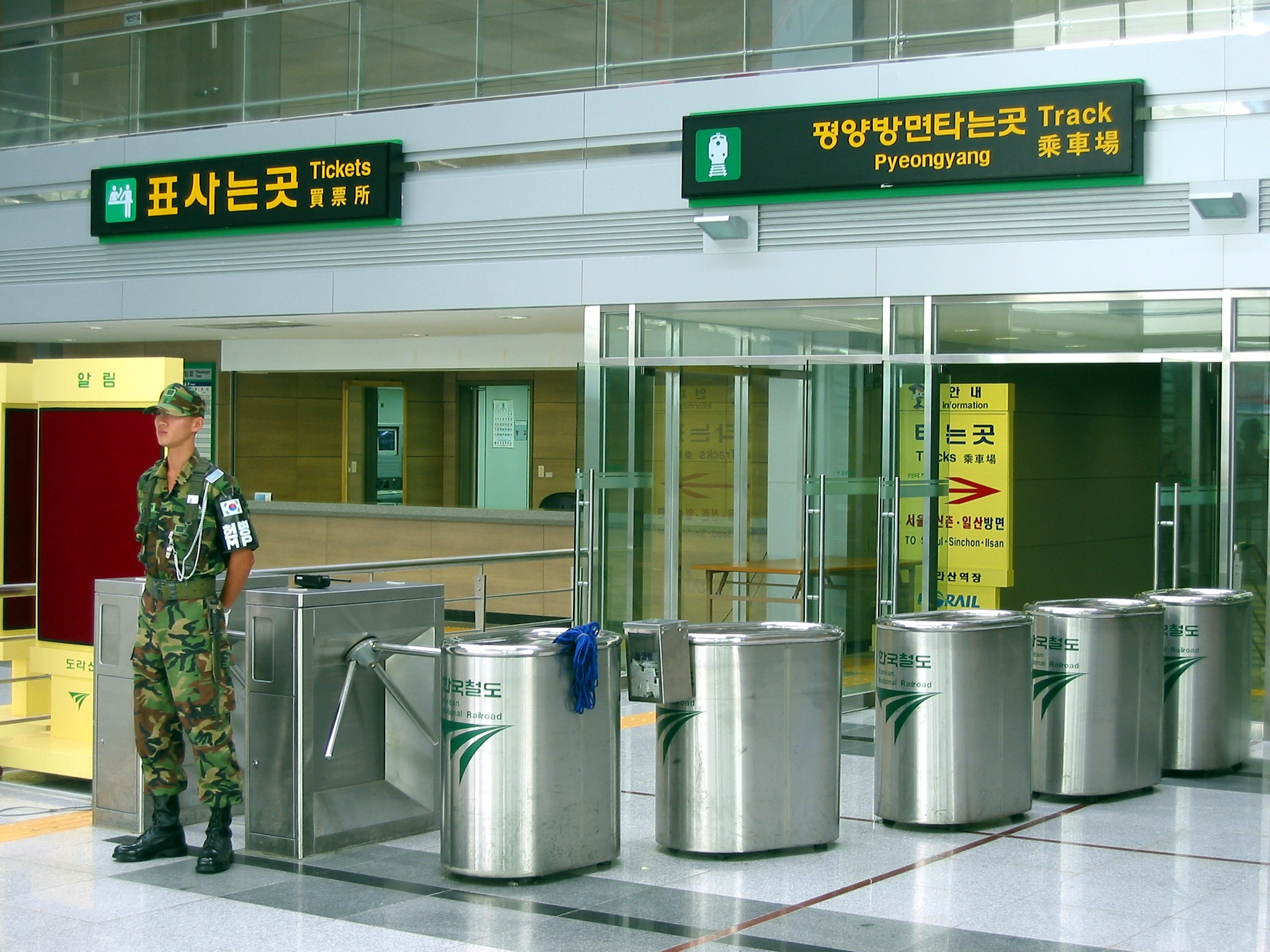
Dorasan: Der Zugang zu den Gleisen nach Pjöngjang ist abgesperrt

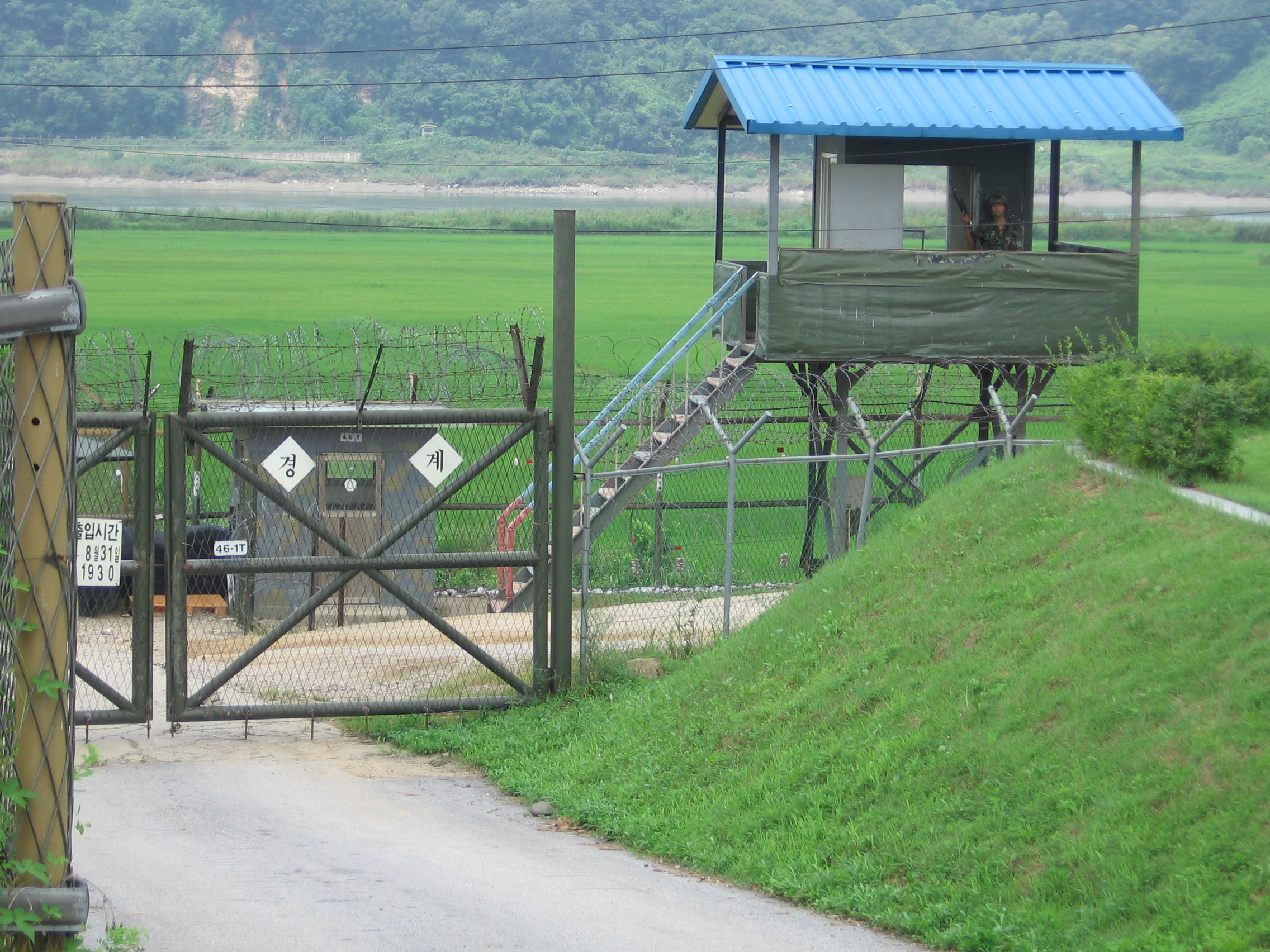
Eine bewachte Abzäunung einige Kilometer vor der demilitarisierten Zone

Folgende Punkte stellen die grundsätzlichen Ursachen für den Konflikt zwischen den beiden koreanischen Staaten dar:

### Nordkoreanisches Kernwaffenprogramm

Geschätzte Reichweite nordkoreanischer Raketen

Schon seit den 1950er Jahren existierte in Nordkorea ein Atomprogramm, das seinerzeit mit dem Ziel, sozialistische Staaten im Fernen Osten ökonomisch zu modernisieren, intensiv von der UdSSR unterstützt wurde. Erst 1985 band die Sowjetunion die Lieferung eines Atomreaktors an die nordkoreanische Unterschrift unter den Atomwaffensperrvertrag (NVV), was die militärische Rüstung Nordkoreas unter internationale Beobachtung stellen sollte. Das mit sowjetischer Unterstützung ausgebaute nordkoreanische Atom-Programm basierte auf der so genannten Gas-Graphit-Reaktortechnologie, die als äußerst ergiebiger Plutonium-Produzent – und damit als ideal zum Bau von Atomwaffen – beschrieben wird. Zwar wurden die nordkoreanischen Atomaspirationen bis Mitte der 1980er Jahre von der Weltöffentlichkeit misstrauisch beobachtet, allerdings traute niemand dem nordostasiatischen Land zu, bald in Besitz von Know-how, Technik und Rohstoffen zu kommen, um wirklich Atomwaffen bauen und einsetzbar machen zu können.
1986 verweigerte Nordkorea jedoch Inspektoren der Internationalen Atomenergie-Organisation (IAEO) den Zutritt zur Kerntechnischen Anlage Nyŏngbyŏn und drohte mit dem Austritt aus dem Atomwaffensperrvertrag. Nach zähen Verhandlungen konnte eine Eskalation der Krise durch die Unterzeichnung des Genfer Rahmenabkommens zwischen den USA und Nordkorea am 21. Oktober 1994 vorläufig abgewendet werden. Nordkorea verpflichtete sich darin zur Aufgabe seines Kernwaffenprogramms sowie zum Verbleib im Atomwaffensperrvertrag und zur Fortführung der Kontrollen durch die IAEO. Im Gegenzug sollten die in Nordkorea vorhandenen graphit-moderierten Reaktoren mit amerikanischer Hilfe zu Leichtwasserreaktoren, die zur Herstellung von kernwaffenfähigem Plutonium nicht geeignet sind, umgerüstet werden und Nordkorea bis zu deren Fertigstellung jährlich Öllieferungen zur Bewältigung seiner Energieprobleme erhalten.
Am 18. April 1996 wurden die ersten „Vier-Parteien-Gespräche“ zwischen Nordkorea, Südkorea, den USA und China geführt. Aus diesen Gesprächen resultierte am 5. August 1997 die Anerkennung des Waffenstillstandsabkommens von 1953. Weitere Verhandlungen scheiterten. Am 31. August 1998 überflog eine nordkoreanische Mittelstreckenrakete vom Typ „Taepodong-1“ Japan (siehe auch Kwangmyŏngsŏng).
Im Oktober 2002 beschuldigten die USA aufgrund von Geheimdienstberichten Nordkorea, weiterhin an einem Kernwaffenprogramm zu arbeiten und dadurch die Vereinbarungen des Genfer Rahmenabkommens zu verletzen. Die nordkoreanische Regierung äußerte sich nicht direkt zu den Vorwürfen, ließ aber verlauten, dass sie aufgrund der „amerikanischen Aggression“ prinzipiell berechtigt sei, ein solches Programm zu verfolgen. Als Konsequenz stellten die USA im Dezember die Öllieferungen an Nordkorea ein. Daraufhin erklärte Nordkorea am 10. Januar 2003 seinen Austritt aus dem Atomwaffensperrvertrag.
Am 10. Februar 2005 gab Nordkorea schließlich öffentlich bekannt, einsatzfähige Kernwaffen zu besitzen, und kündigte zugleich Kernwaffentests an. Gleichzeitig erklärte es seinen Rückzug aus den Sechs-Parteien-Gesprächen über die Beilegung des Atomstreites und drohte mit dem Ausbau seines Arsenals (siehe dazu auch Sŏn’gun: „Militär zuerst“-Doktrin). Die staatliche Nachrichtenagentur Nordkoreas, KCNA, warf in der Verlautbarung den USA eine „Politik zur Isolierung und Erstickung“ vor und rechtfertigte den Kernwaffenbesitz als Mittel der Selbstverteidigung gegen die USA. Nach eigenen Angaben erzeugte Nordkorea am 9. Oktober 2006 erstmals eine Kernwaffenexplosion, wofür es international von den meisten Staaten scharf kritisiert wurde.
Das Land behauptet heute von sich, es verfüge über mehrere einsatzbereite Kernwaffen und entsprechende Trägersysteme. Nordkoreanische Wissenschaftler arbeiten derzeit an der Entwicklung einer Interkontinentalrakete des Typs „Taepodong-2“, die mit einem Atomsprengkopf bestückt die Westküste der Vereinigten Staaten erreichen können soll.

### Weitere Konfliktpunkte
Territoriale Streitpunkte
Dazu zählt z. B. der Streit um die Northern Limit Line. 
Politische Unterstützung
Zum Beispiel durch die Korean Friendship Association oder die in Südkorea verbotene Partei Antiimperialistische Nationale Demokratische Front.
Menschenrechte
Siehe Menschenrechtssituation in Nordkorea und Menschenrechtssituation in Südkorea.
Terrorismus
Zum Beispiel der Anschlag auf Korean-Airlines-Flug 858.

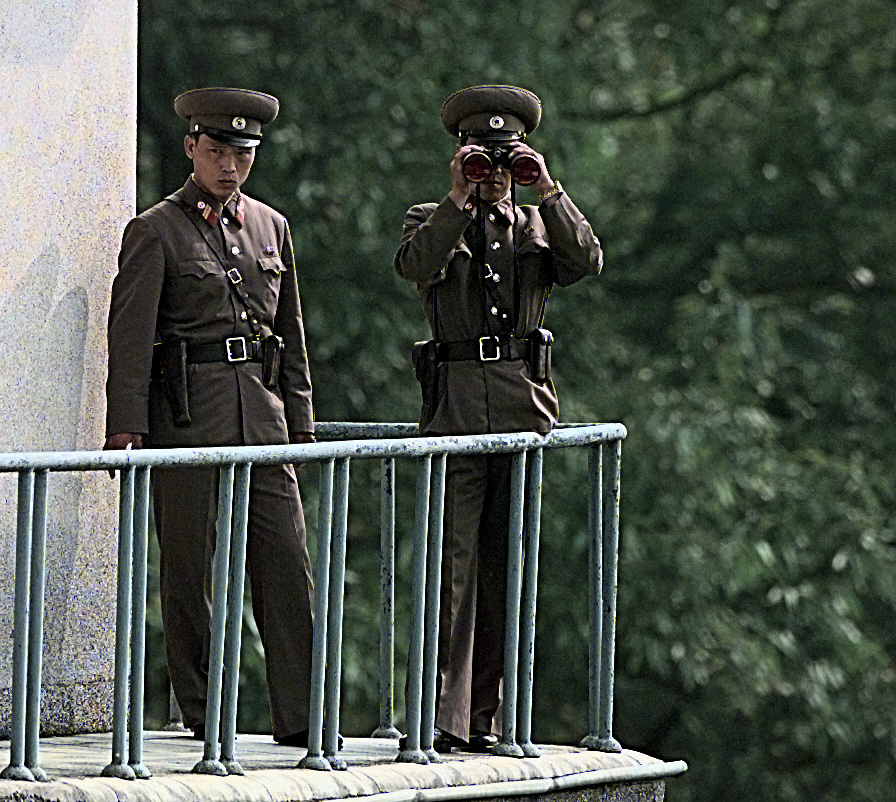
Soldaten der KVA in der DMZ
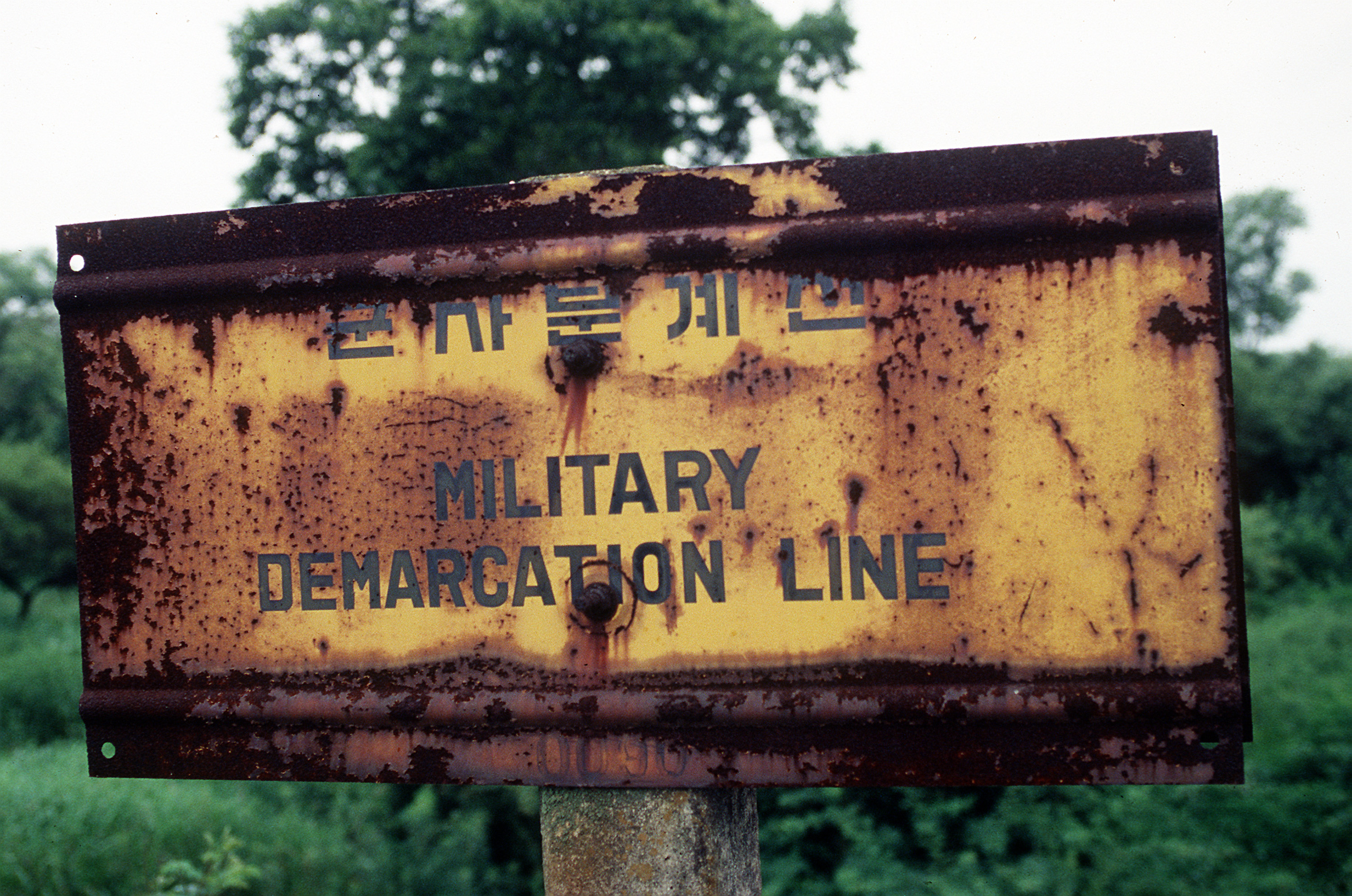
Demarkationslinie
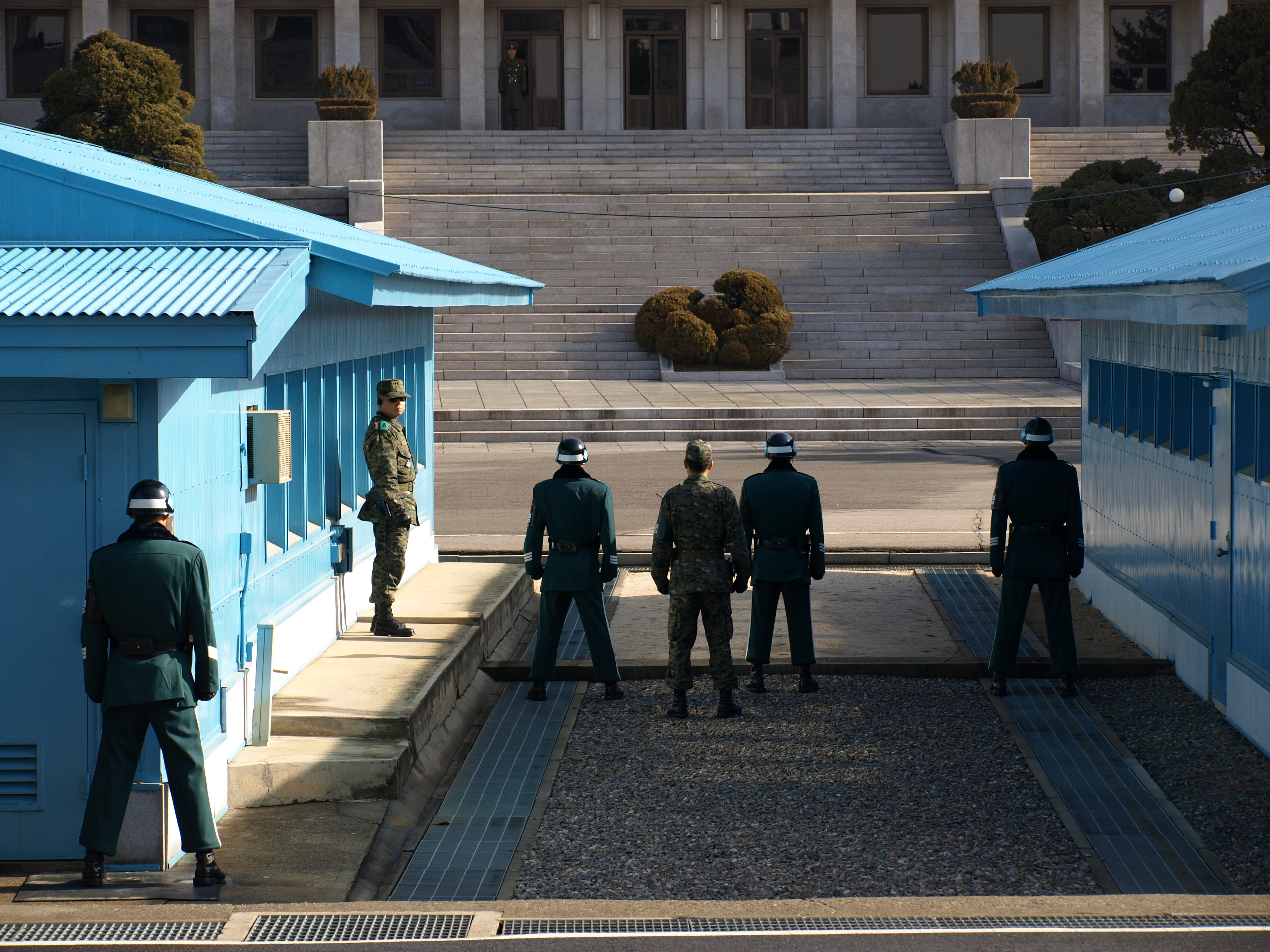
Soldaten bewachen den Grenzübergang in Panmunjeom; Blick von Süd- nach Nordkorea
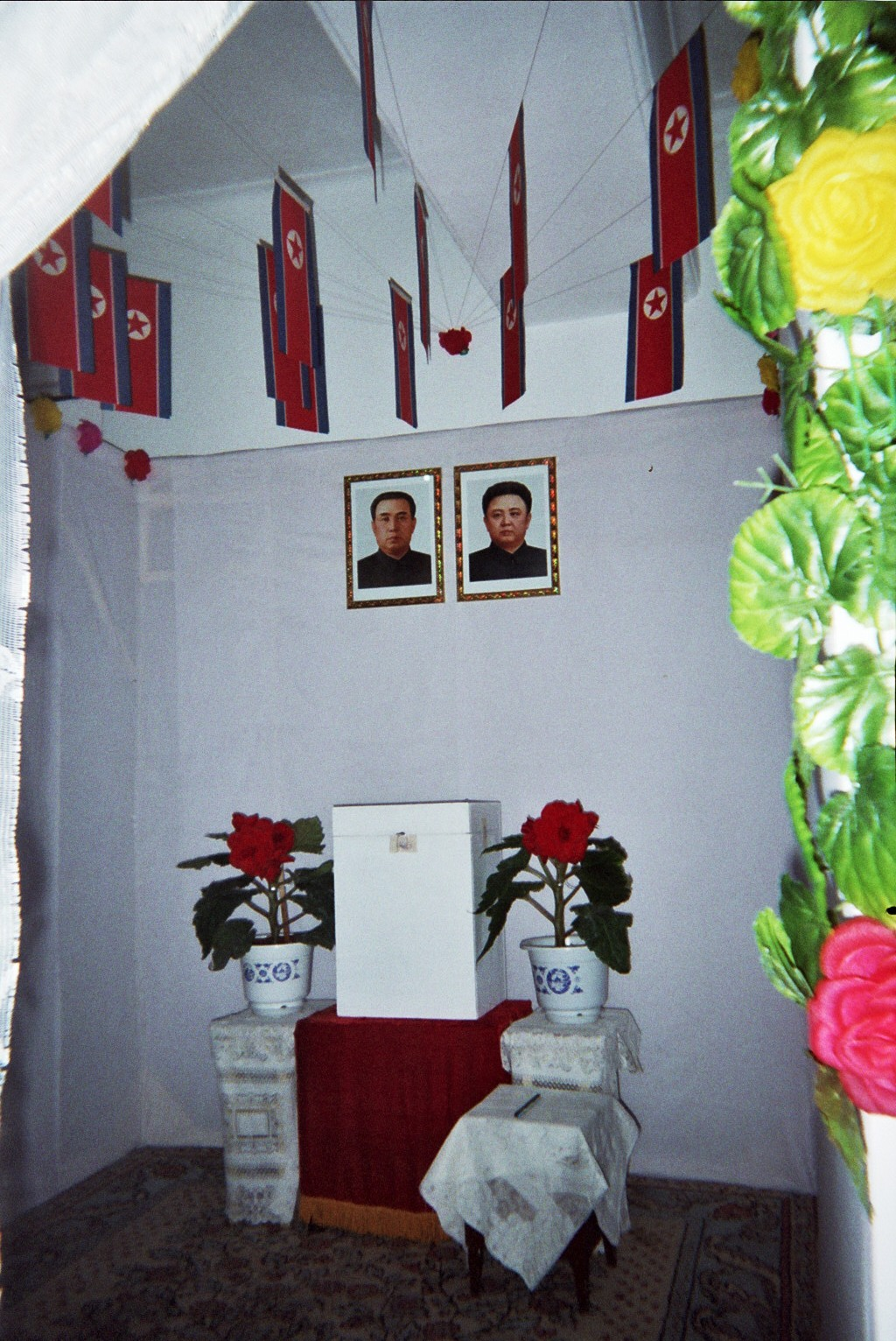
Wahllokal in Nordkorea: Leicht lässt sich die Wahlmanipulation erkennen.
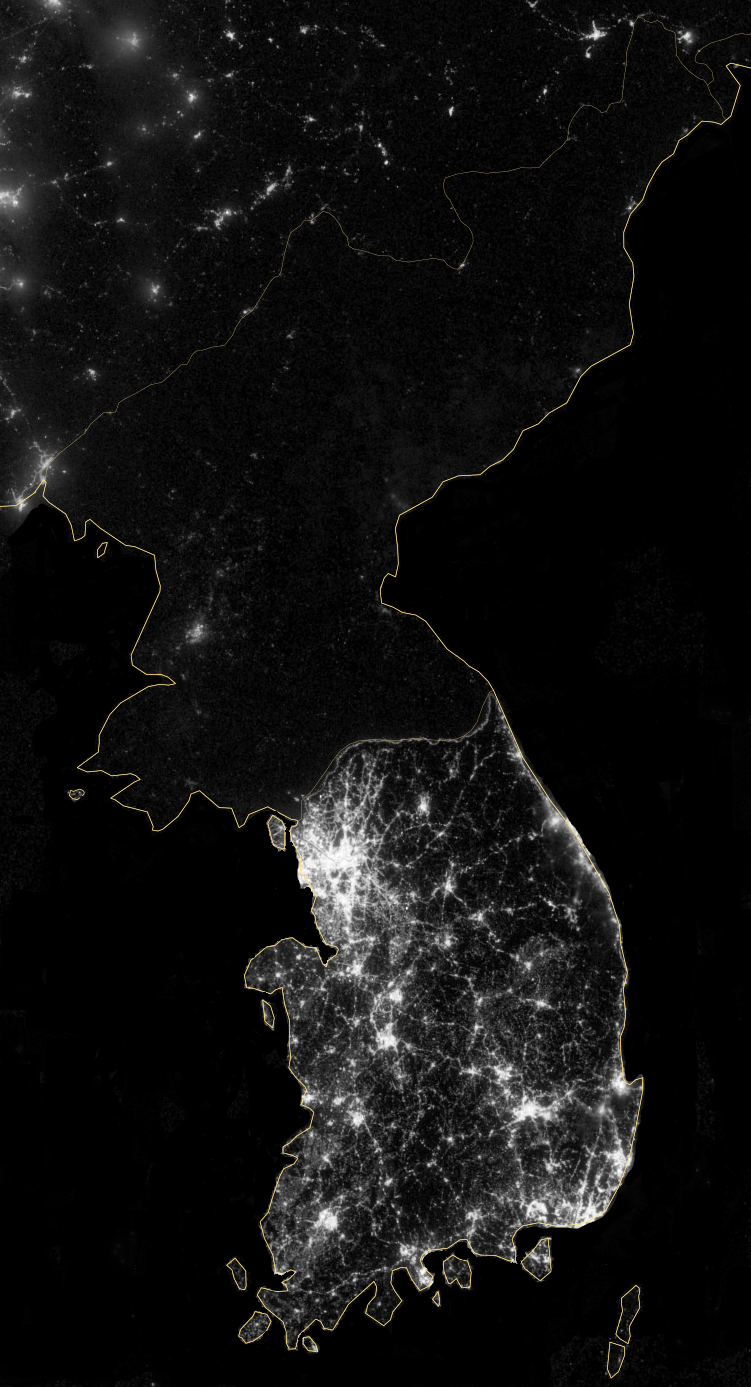
Korea bei Nacht: der Süden hell erleuchtet, der Norden dunkel
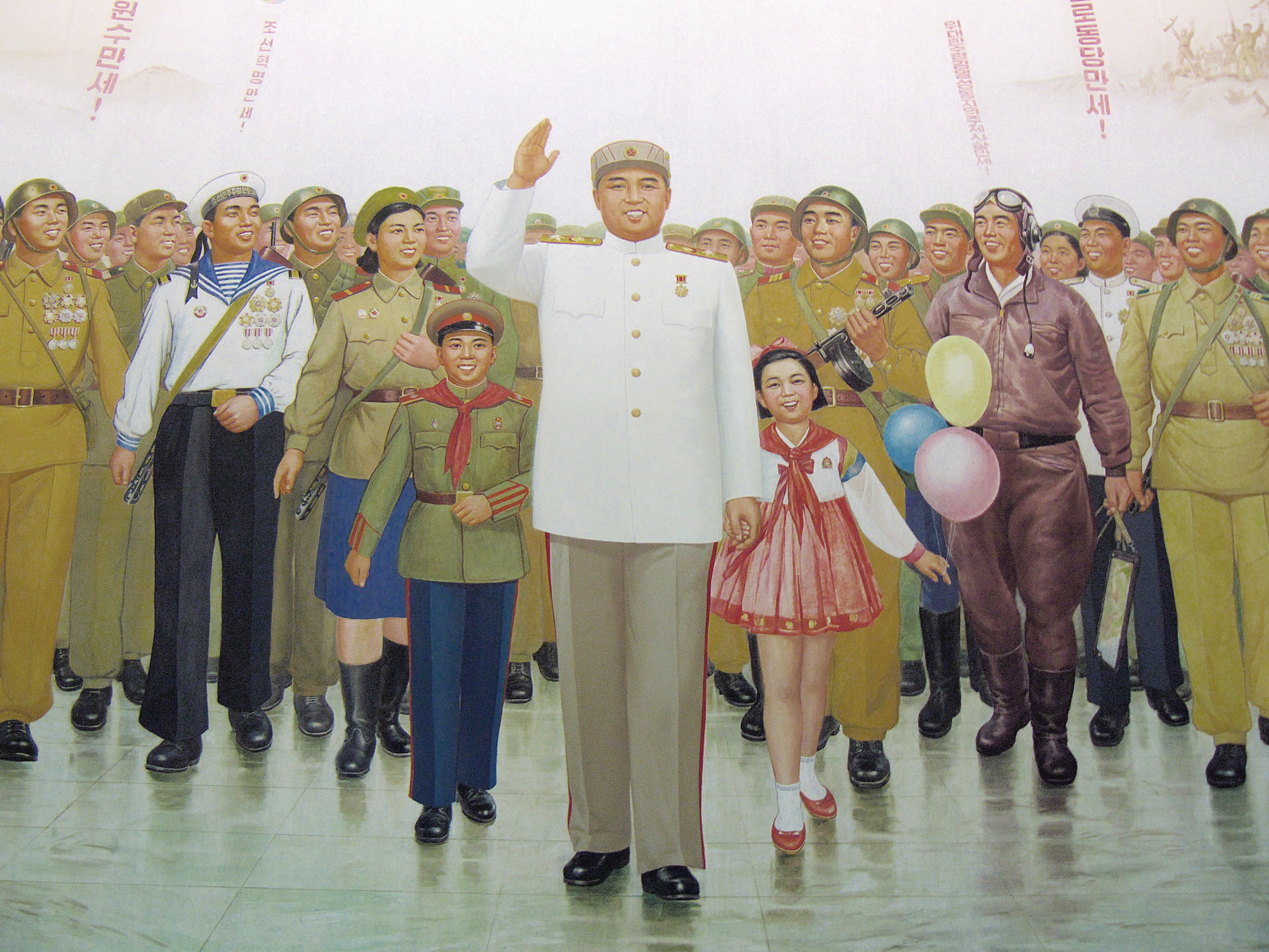
Nordkoreanischer Personenkult um Kim Il-sung

## Rolle von Drittstaaten und der UNO

### Vereinigte Staaten

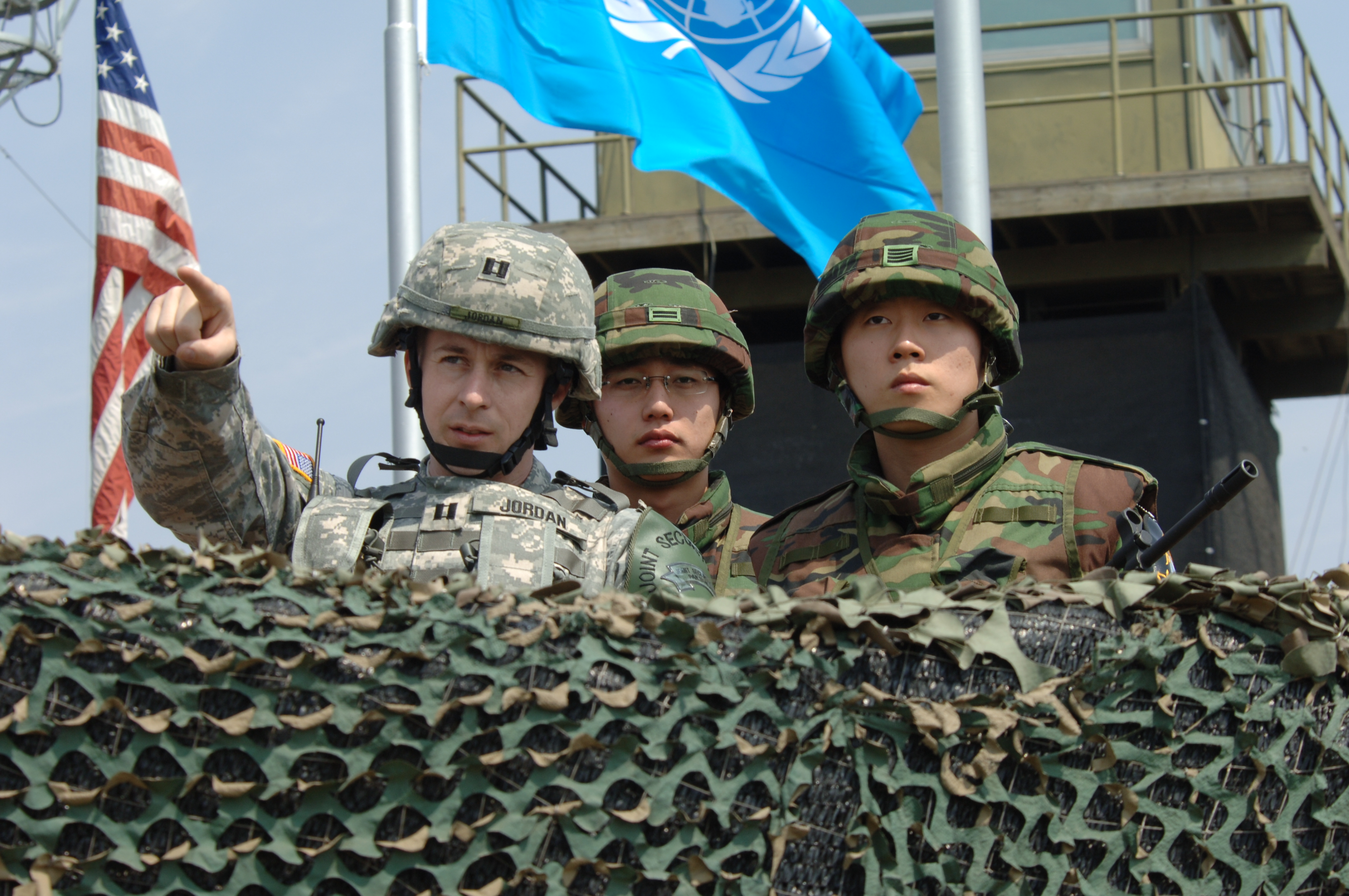
Koreanische und amerikanische Soldaten an der DMZ

Leitlinie der südkoreanischen Außenpolitik ist die strategische Partnerschaft zu den Vereinigten Staaten von Amerika wegen der gemeinsamen Wahrnehmung Nordkoreas als Bedrohung. Die USA sehen Südkorea als einen ihrer wichtigsten Verbündeten überhaupt – wobei dadurch auch ein indirekter Konflikt mit der VR China ausgetragen wird – und vergeben dorthin große Beträge an sogenannter „militärischer Entwicklungshilfe“. Die USA haben in Südkorea auch große Truppenkontingente stationiert (siehe dazu auch United States Forces Korea und Auflistung amerikanischer Stützpunkte in Südkorea).
Nordkorea steht mit den USA seit seiner Gründung im Konflikt; zunächst aufgrund seiner engen Beziehungen zur UdSSR und der VR China im Kalten Krieg, heute hauptsächlich wegen seines Kernwaffenprogramms. Die USA möchten erreichen, dass Nordkorea sein Kernwaffenprogramm aufgibt und auf lange Sicht eine Einigung in Korea erreichen.

### Volksrepublik China
Nordkorea steht in einem engen Verhältnis zur VR China – insbesondere nach dem Zusammenbruch der UdSSR ist es auf die wirtschaftliche Unterstützung durch das Land angewiesen. Für China stellt Nordkorea einen wichtigen wirtschaftlichen Partner dar und ist auch als „Pufferstaat“ zu Südkorea und somit den USA von Bedeutung. Ein Freundschaftsvertrag zwischen Nordkorea und der VR China ist seit 1961 in Kraft, doch wurden inzwischen die beiderseitigen Verpflichtungen verringert.
Siehe auch der Streit um den Socotra-Fels

### Sowjetunion bzw. Russland
Nordkorea vereinbarte 1961 mit der Sowjetunion und der Volksrepublik China jeweils einen Freundschaftsvertrag, der gegenseitige militärische und wirtschaftliche Hilfen umfasste. Russland kündigte den Vertrag am 7. August 1996 kurz vor seinem Ablauf im September des gleichen Jahres und ersetzte ihn durch einen 2006 unterzeichneten Vertrag, der keine militärische Beistandsklausel mehr enthielt.
Im September 2012 gab das russische Finanzministerium bekannt, dass es Nordkorea 90 Prozent seiner noch aus der Zeit der Sowjetunion stammenden Schulden in Höhe von umgerechnet insgesamt elf Milliarden US-Dollar erlasse und der Rest im Rahmen einer Umschuldung in Bildungs-, Gesundheits- und Energieprojekte investiert werde.

### Vereinte Nationen
Die Vereinten Nationen verurteilten bereits häufig die Provokationen von nordkoreanischer Seite und fordern insbesondere einen Stopp des nordkoreanischen Kernwaffenprogramms. Zudem haben sie sich in der Vergangenheit bereits mehrfach um eine Aussöhnung der Staaten und eine friedliche Lösung des Konflikts bemüht. Sie waren allerdings auch am Koreakrieg beteiligt, indem dort UN-Friedenstruppen zum Einsatz kamen.
Resolutionen des UN-Sicherheitsrates bezüglich Korea (Auswahl):
- Resolution 85 des UN-Sicherheitsrates (autorisierte das militärische Eingreifen einer UN-Streitmacht in Korea, nachdem die Truppen Nordkoreas 1950 in den Süden des Landes eingefallen waren)
- Resolution 1695 des UN-Sicherheitsrates (verurteilt den Abschuss einer Testrakete 2006 und verbietet den Verkauf von Material an Nordkorea)
- Resolution 1718 des UN-Sicherheitsrates (verhängt eine Reihe von wirtschaftlichen Sanktionen gegen Nordkorea als Reaktion auf den nordkoreanischen Kernwaffentest vom 9. Oktober 2006)
- Resolution 1874 des UN-Sicherheitsrates (verurteilte den nordkoreanischen Atomwaffentestversuch vom 25. Mai 2009 und verschärfte das Embargo für Waffen und andere ausgewählte Güter)
- Resolution 1985 des UN-Sicherheitsrates (verlängerte das Mandat aus Resolution 1874 zur Überwachung der Sanktionen gegen die Regierung Nordkoreas)

## Lösungsversuche

### Anzeichen einer Annäherung

Die Koreanische Vereinigungsflagge wird bei gemeinsamen Auftritten von Nord- und Südkorea benutzt (so z. B. bei den Olympischen Sommerspielen 2004)

Es gab und gibt immer wieder Anzeichen einer Annäherung zwischen den verfeindeten koreanischen Staaten; dazu gehören auch mehrere gemeinsame Erklärungen über Frieden – die bekannteste ist die Seouler Erklärung über Frieden auf der Koreanischen Halbinsel, verabschiedet auf dem Asien-Europa-Treffen (ASEM 3) am 21. Oktober 2000 im Rahmen der Sonnenscheinpolitik. Allerdings befinden sich die beiden Länder formell nach wie vor im Krieg und ihre gegenseitigen Beziehungen sind – mal mehr, mal weniger – stark angespannt. Daher gibt es trotz Verhandlungen und gemeinsamen Wirtschaftsprojekten derzeit noch keine Aussicht auf eine friedliche Beilegung des Konflikts.

### Wirtschaftliche Zusammenarbeit

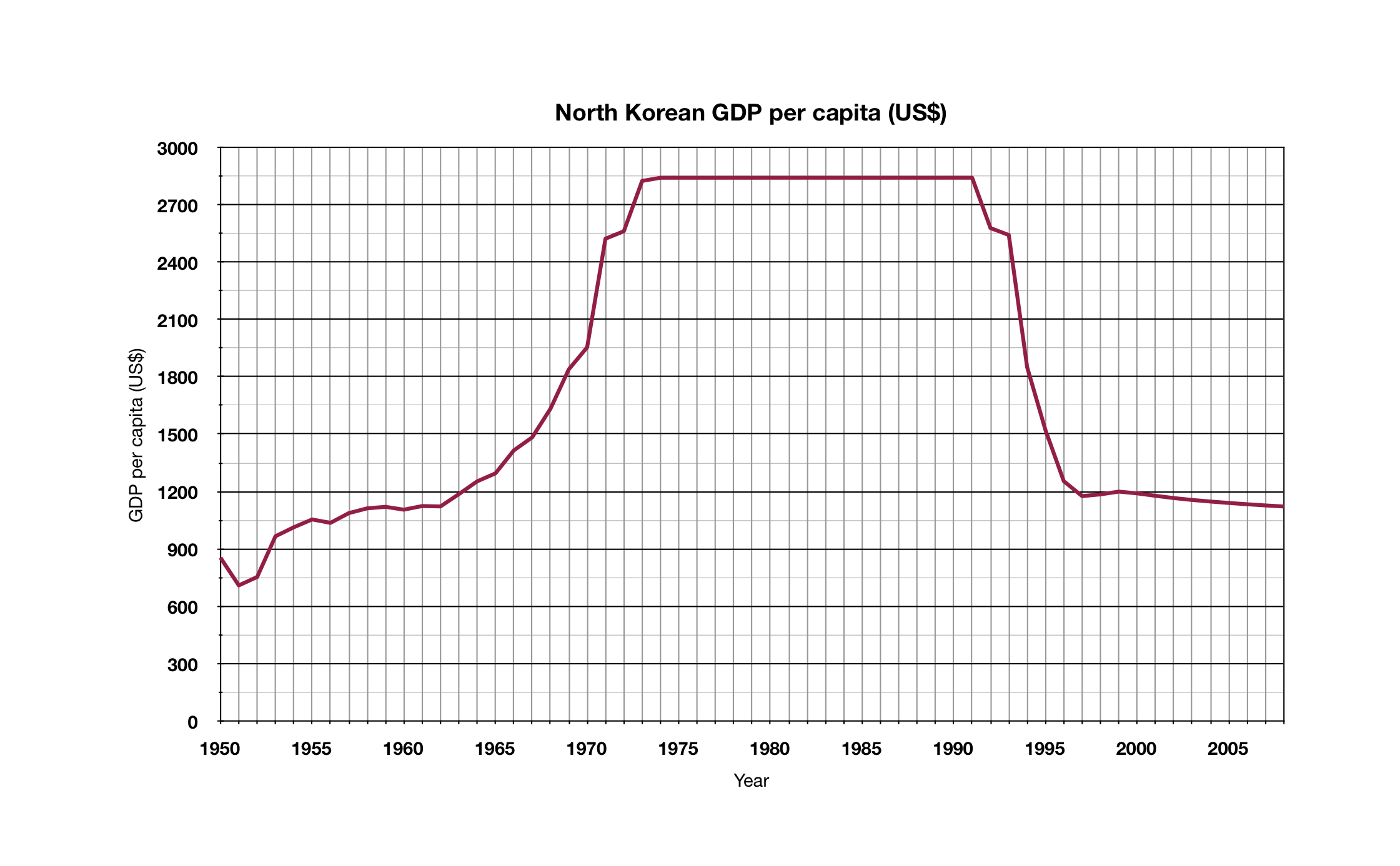
Bruttosozialprodukt Nordkoreas 1950–2008 (US-$ pro Kopf)

Aufgrund der sehr schlechten wirtschaftlichen Lage des Nordens ist dieser stark auf internationale Wirtschaftshilfen angewiesen. Allerdings wurden diese im Zuge mehrerer Resolutionen gegen das Land schrittweise gekürzt, sodass es im Moment wirtschaftlich stark isoliert ist. Nordkorea ist insbesondere für China ein bedeutender Wirtschaftspartner, da z. B. billige Arbeitskräfte benötigt werden. Auch mit Südkorea wurden einige Projekte gestartet, die die Zusammenarbeit auf wirtschaftlichem Gebiet vorantreiben sollen und so möglicherweise ein Näherrücken der Länder nach sich ziehen. Ein Beispiel dafür ist die gemeinsam bewirtschaftete Sonderwirtschaftszone Kaesŏng, die jedoch in der Vergangenheit bereits oft zum Ausdruck der Konfrontation wurde, indem die Staaten sie in Krisenzeiten demonstrativ schlossen. Für Nordkorea sind diese Sonderwirtschaftszonen jedoch inzwischen eine der wichtigsten Devisenquellen.
Im Februar 2024 kündigte Nordkorea nach einer Entscheidung der Obersten Volksversammlung die Wirtschaftsbeziehung mit Südkorea auf.
Siehe auch:
- Wirtschaft Nordkoreas
- Industrieregion Kaesŏng
- Touristenregion Kŭmgang-san
- Besondere Verwaltungsregion Sinŭiju
- Chiang-Mai-Initiative

### Möglichkeit einer Wiedervereinigung

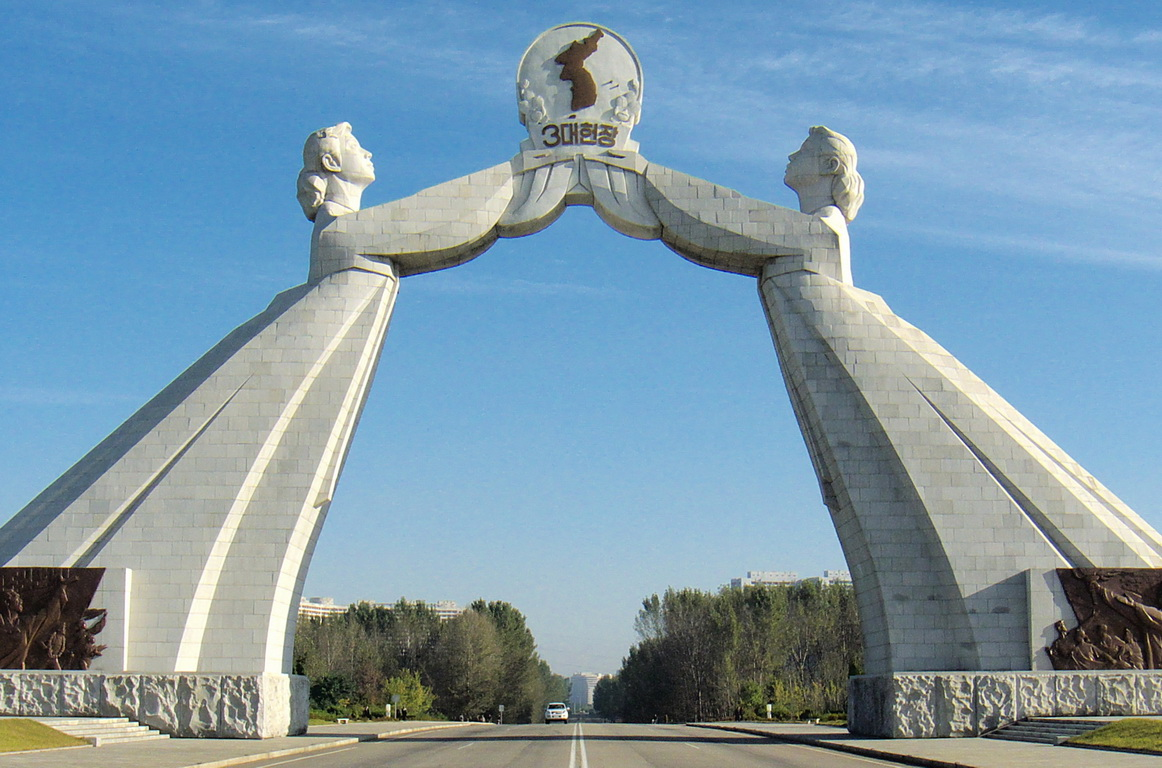
Denkmal für die Wiedervereinigung in Nordkorea

Dass den Nord- und Südkoreanern die Wiedervereinigung ihres Landes ein Anliegen ist, zeigt allein die Tatsache, dass sich auf dem Gipfel des Seoraksan Menschen treffen, um laut das Wort „Tong-il“ (kor. „Wiedervereinigung“) über die Grenze zu rufen. Ähnlich wie im Deutschland der 1980er Jahre sind Familienzusammenführungen in begrenztem Maße möglich, auch eine grenzüberschreitende Straße und Eisenbahnlinie wurden eingerichtet. Die Beschallung der Soldaten mit Propaganda entlang der streng befestigten Grenze wurde eingestellt. Allerdings befinden sich beide Seiten nominell immer noch im Kriegszustand, seit Ende des Koreakrieges 1953 wurden lediglich ein Waffenstillstand und ein Nichtangriffspakt abgeschlossen; Raketentests und die Entwicklung von Atomwaffen durch die nordkoreanische Seite und die Militärmanöver Südkoreas, zusammen mit den USA, belasten das gespannte Verhältnis.
Hinzu kommt, dass die Teilung der beiden Länder inzwischen bereits sehr lange anhält und die friedliche Wiedervereinigung somit immer unwahrscheinlicher wird, zumal die Situation auch in vielen Punkten nicht mit denen des geteilten Deutschlands vergleichbar ist; beispielsweise ist die wirtschaftliche Situation des Nordens so prekär, dass die Wiedervereinigung für Südkorea finanziell wahrscheinlich nicht mehr stützbar wäre.